# Glaucina
Glaucina är ett släkte av fjärilar. Glaucina ingår i familjen mätare.

## Dottertaxa tillGlaucina, i alfabetisk ordning[1]
- Glaucina abdominalis
- Glaucina albata
- Glaucina albidaria
- Glaucina alboceptata
- Glaucina ampla
- Glaucina anomala
- Glaucina baea
- Glaucina biartata
- Glaucina bifida
- Glaucina bilineata
- Glaucina cilla
- Glaucina dispersa
- Glaucina elongata
- Glaucina epiphysaria
- Glaucina erroraria
- Glaucina escaria
- Glaucina escariola
- Glaucina eupetheciaria
- Glaucina foeminaria
- Glaucina gertschi
- Glaucina golgolata
- Glaucina gonia
- Glaucina ignavaria
- Glaucina indistincta
- Glaucina infumataria
- Glaucina interruptaria
- Glaucina jemezata
- Glaucina lowensis
- Glaucina loxa
- Glaucina lucida
- Glaucina macdunnoughi
- Glaucina magnifica
- Glaucina mayelisaria
- Glaucina microgonia
- Glaucina mormonaria
- Glaucina nephos
- Glaucina obscura
- Glaucina ochrofuscaria
- Glaucina osiana
- Glaucina ouden
- Glaucina panda
- Glaucina pearsalli
- Glaucina platia
- Glaucina puellaria
- Glaucina pygmeolaria
- Glaucina semidura
- Glaucina spaldingata
- Glaucina spina
- Glaucina tuconensis
- Glaucina ugartei
- Glaucina utahensis